# Schloss Halbenstein

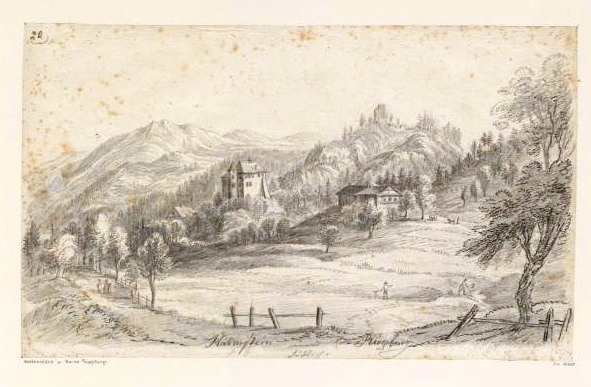
Schloss Halbenstein und Ruine Ruggburg, Zeichnung von Johanna Isser von Großrubatscher ca. 1827

Der Ansitz Halbenstein in Hörbranz-Backenreute (Bezirk Bregenz, Vorarlberg) – früher auch mit Halmstein bezeichnet – war ein mittelalterliches Hofgut, das später auch als Schlösschen bezeichnet wurde. An seinem ehemaligen Standort am talseitigen Beginn des Weges zur Ruggburg ist heute nur noch ein nichtssagender kleiner Mauerrest zu sehen.

## Geschichte
Die Anfänge des Gutes liegen im Dunkeln.
Von den Grafen von Montfort ist bekannt, dass sie im Besitz von Halbenstein waren und diesen an ihre Dienstmannen verliehen. Von 1252 bis 1425 waren die Ritter von Lochen Lehensnehmer, darunter auch ein Junker Locher, Bürger von Bregenz. Ein Hauptmann Klauß von Halbenstein wird 1646 im Zusammenhang mit der Gefangennahme des letzten Raitnauers Franz Andreas im Schloss Hofen erwähnt.
Weitere Besitzer waren die Familien Gerlin (1550), Fauber von Randegg (1590), Scherrich (1603), von Stotzingen (1615), Imler (1847) und Hehle.
Im Dreißigjährigen Krieg plünderten schwedische Truppen 1647 das Schlösschen. Das eine Zeit lang nicht mehr bewohnte Schloss wurde schließlich von Österreich in Besitz genommen.

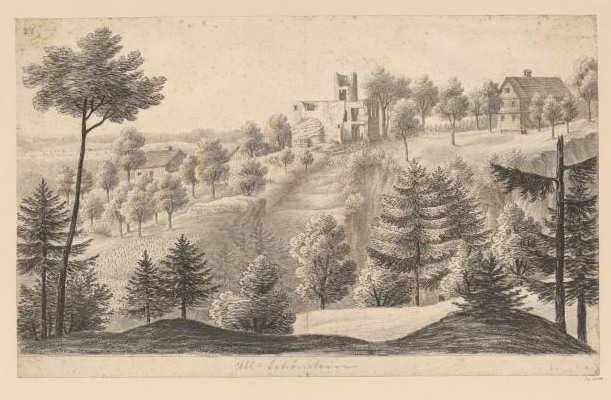
Das zerstörte Schlösschen auf der zweiten Reise von Johanna Isser

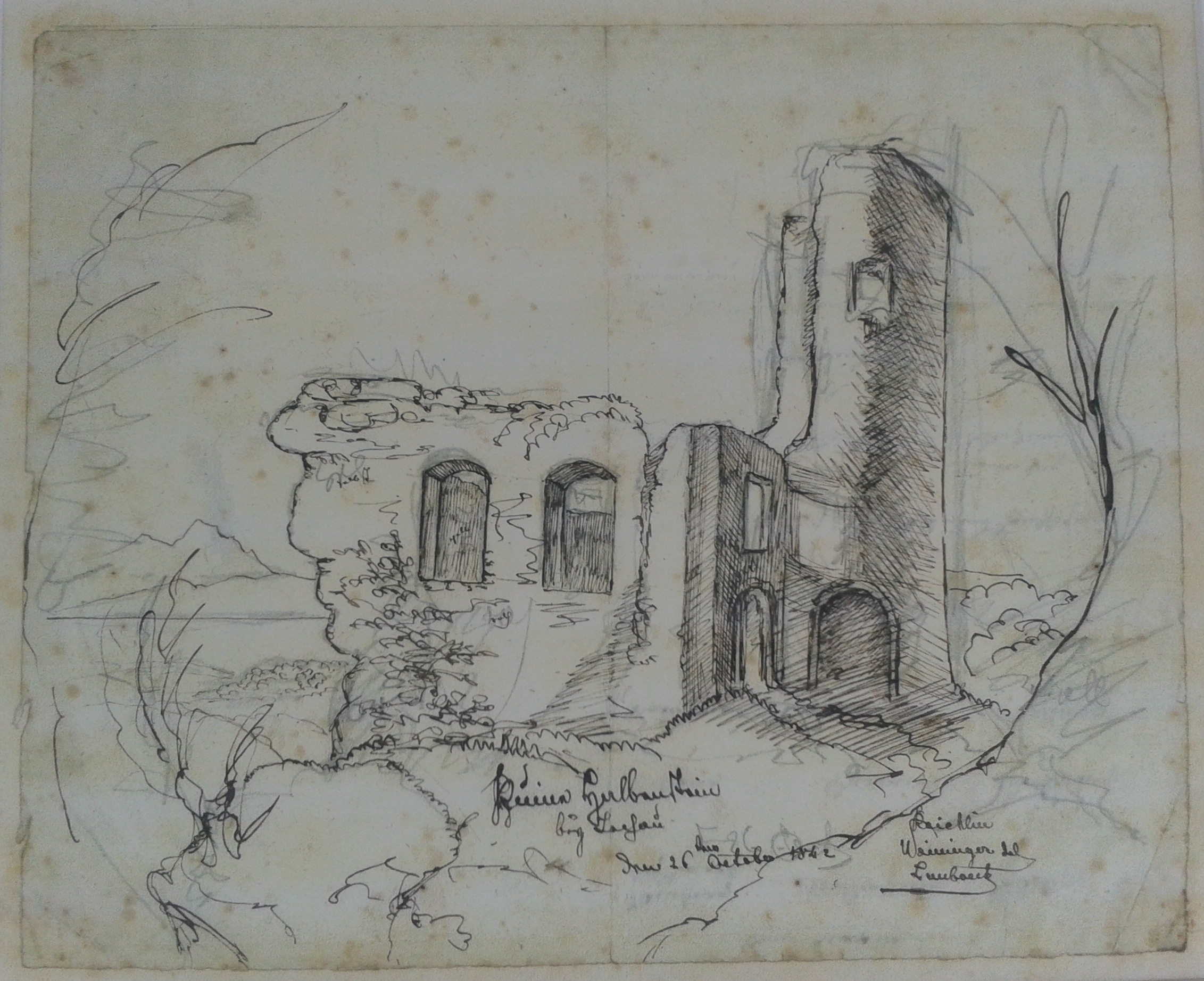
Ruine Halbenstein Zeichnung aus 1842

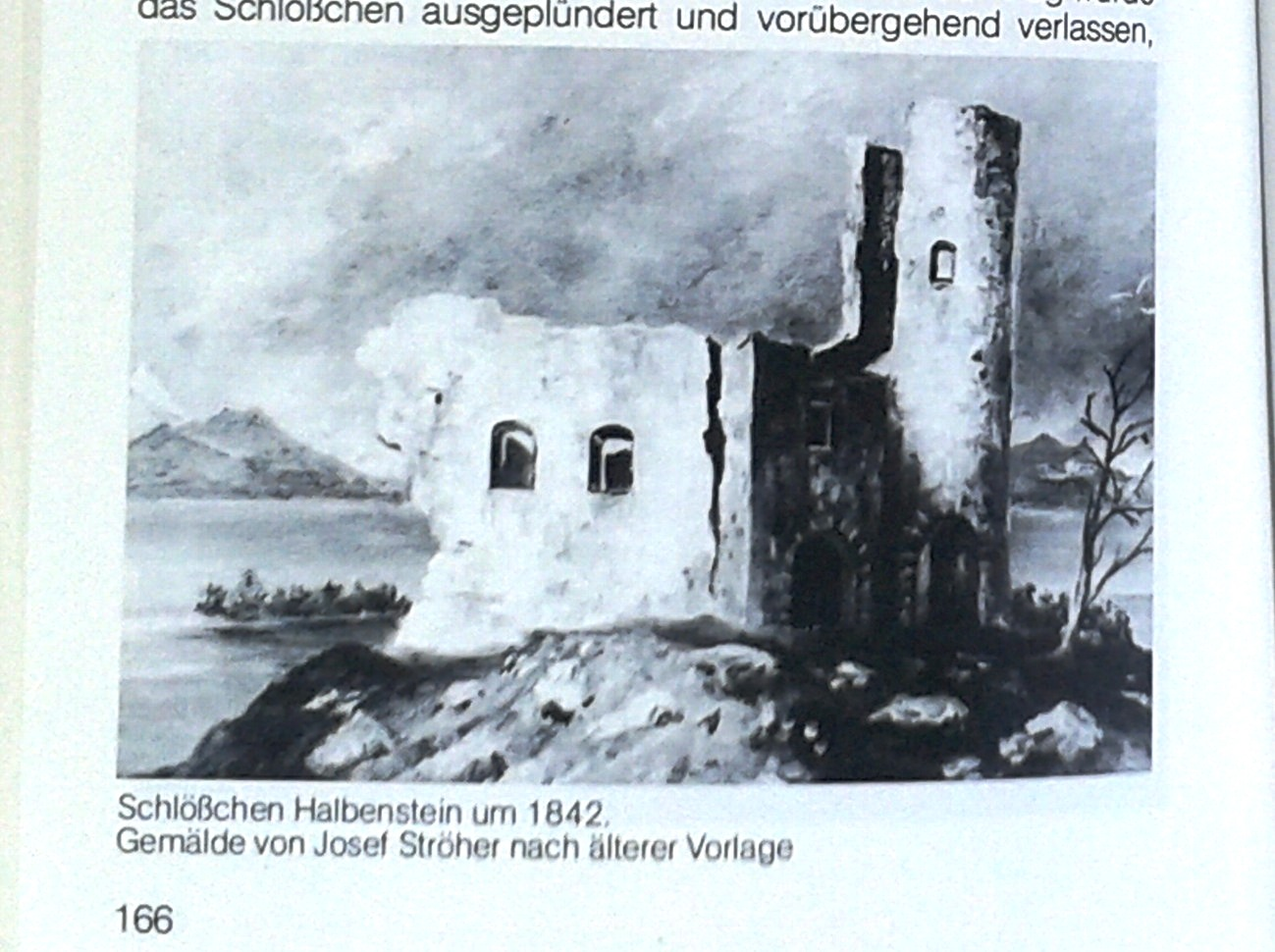
Ruine Halbenstein 1842 Gemälde von Josef Ströher nach älterer Vorlage

Das einstige Schlösschen wurde 1847 als alt und unansehnlich bezeichnet. 1859 standen nur noch ein freistehender 12 m hoher Rundturm an der Nordseite und ein zerfallenes Gemäuer. Die auf älteren Zeichnungen erkennbaren Türmchen auf der Westseite fehlten bereits. 1863/1864 ließ der Besitzer Franz Josef Immler das Mauerwerk abbrechen und verwendete die Steine für den Bau des Gasthauses Halbenstein.

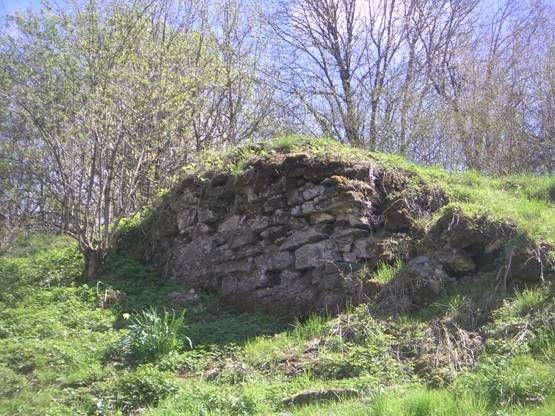
Heute ein letzter Mauerrest

## Erwähnungen
Franz Joseph Weizeneggers erste Chronik des Landes Vorarlberg aus dem Jahr 1839 hebt auf einer Reise im unteren Leiblachtal von Hohenweiler nach Lochau mehrere Anwesen heraus: Schloss Gwiggen, Ruine Altschönstein, „die alte“ Ruggburg, dann Schloss Halbenstein, Alt – und Oberlochen (Ruine Alt-Hofen und Schloss Hofen) sowie die Wellenburg. Halbenstein muss also einen auffallenden Eindruck am unteren Pfänderhang mit Blick zum Bodensee abgegeben haben.
Auch Johanna von Isser Großrubatscher, die Tiroler Burgenzeichnerin, die ab 1823 im Auftrag des Innsbrucker Ferdinandeums Herrschaftssitze des damaligen Tirols und angrenzender Länder in detailgetreuen Ansichten dokumentierte, war von Halbenstein so beeindruckt, dass sie es auf zwei Reisen in verschiedenen Zuständen aufnahm, zuerst 1827 noch unbeschädigt zusammen mit der oben am Pfänderhang liegenden Ruine Ruggburg. Beim zweiten Besuch zeigte das ehemalige Schlösschen bereits starke Verfallserscheinungen. Das Bild dürfte daher aus der Zeit nach dem Dreißigjährigen Krieg stammen.